# Schweiz ambassad i Stockholm
Schweiz ambassad i Stockholm (även Schweiziska ambassaden) är Schweiz diplomatiska representation i Sverige. Ambassadör är sedan november 2020 François Voeffray. Ambassaden upprättades 1915. Diplomatkoden på beskickningens bilar är DE.

## Fastigheter
Ambassaden är sedan 2003 belägen i fastiggheten Trädlärkan 6 vid Valhallavägen 64 i Lärkstaden på Östermalm. Byggnaden uppfördes ursprungligen 1909–10 som ett enfamiljshus enligt arkitekten Erik Hahrs ritningar. Ambassadörens residens ligger vid Skärsnäsvägen 18 i Djursholm.

## Beskickningschefer
| Namn                     | Period    | Funktion   |
| ------------------------ | --------- | ---------- |
| Kurt M. Hoechner         | 2010–2012 | Ambassadör |
| Yvana Enzler             | 2012–2016 | Ambassadör |
| Christian Schoenenberger | 2016–2020 | Ambassadör |
| François Voeffray        | 2020–     | Ambassadör |

## Bilder

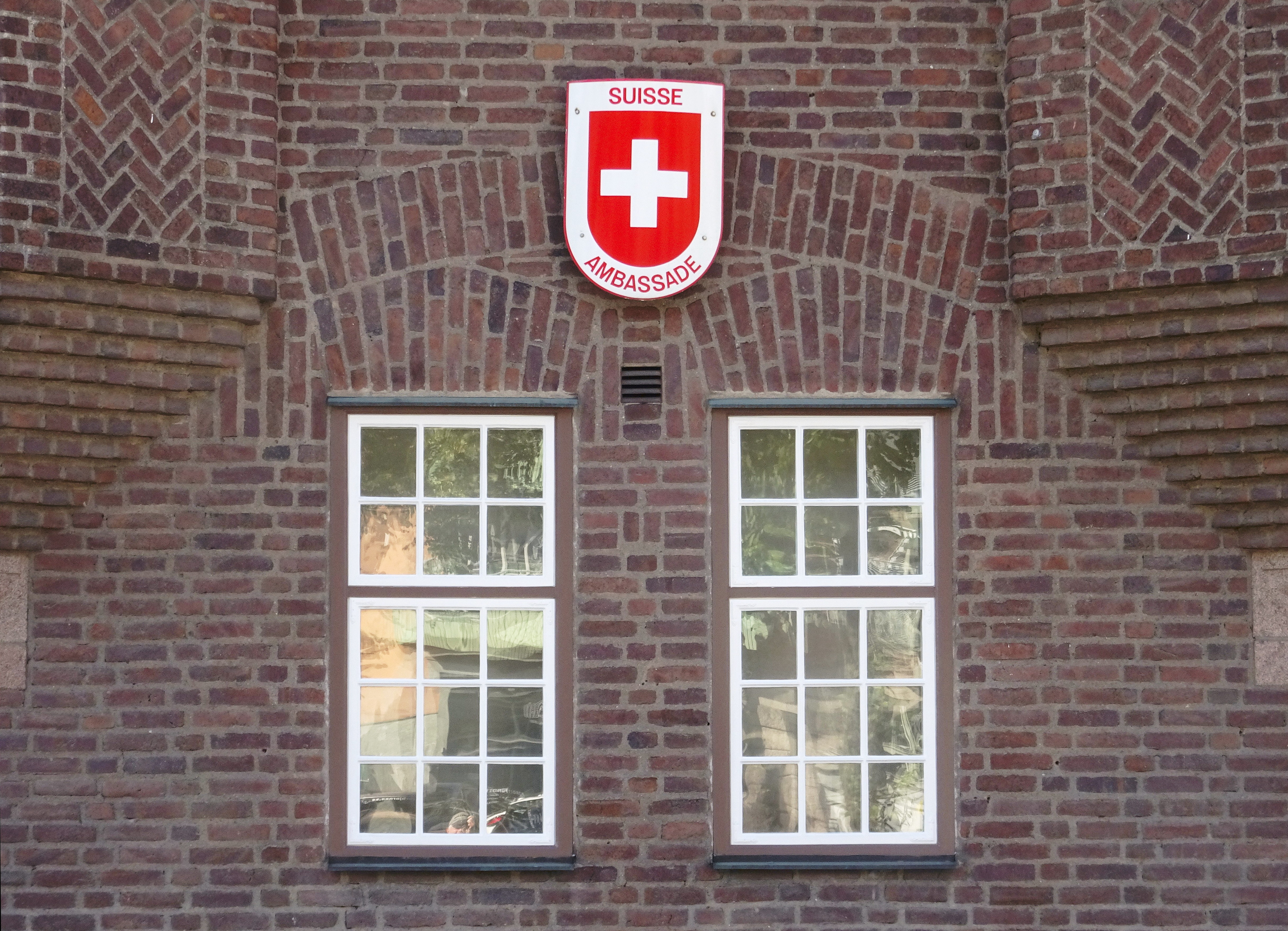
Ambassadskylten vid Valhallavägen 64.
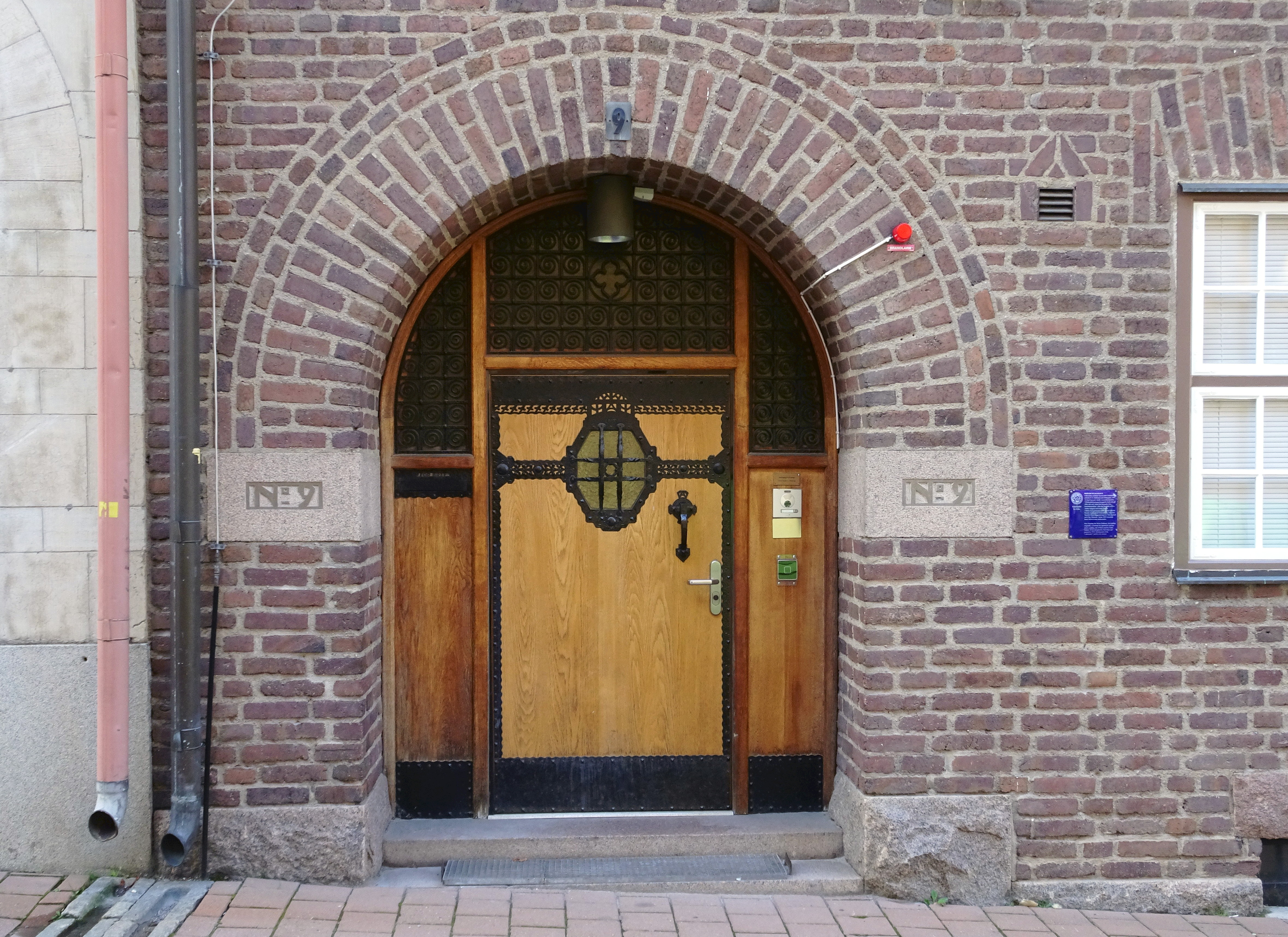
Entrén från Sköldungagatan 9.
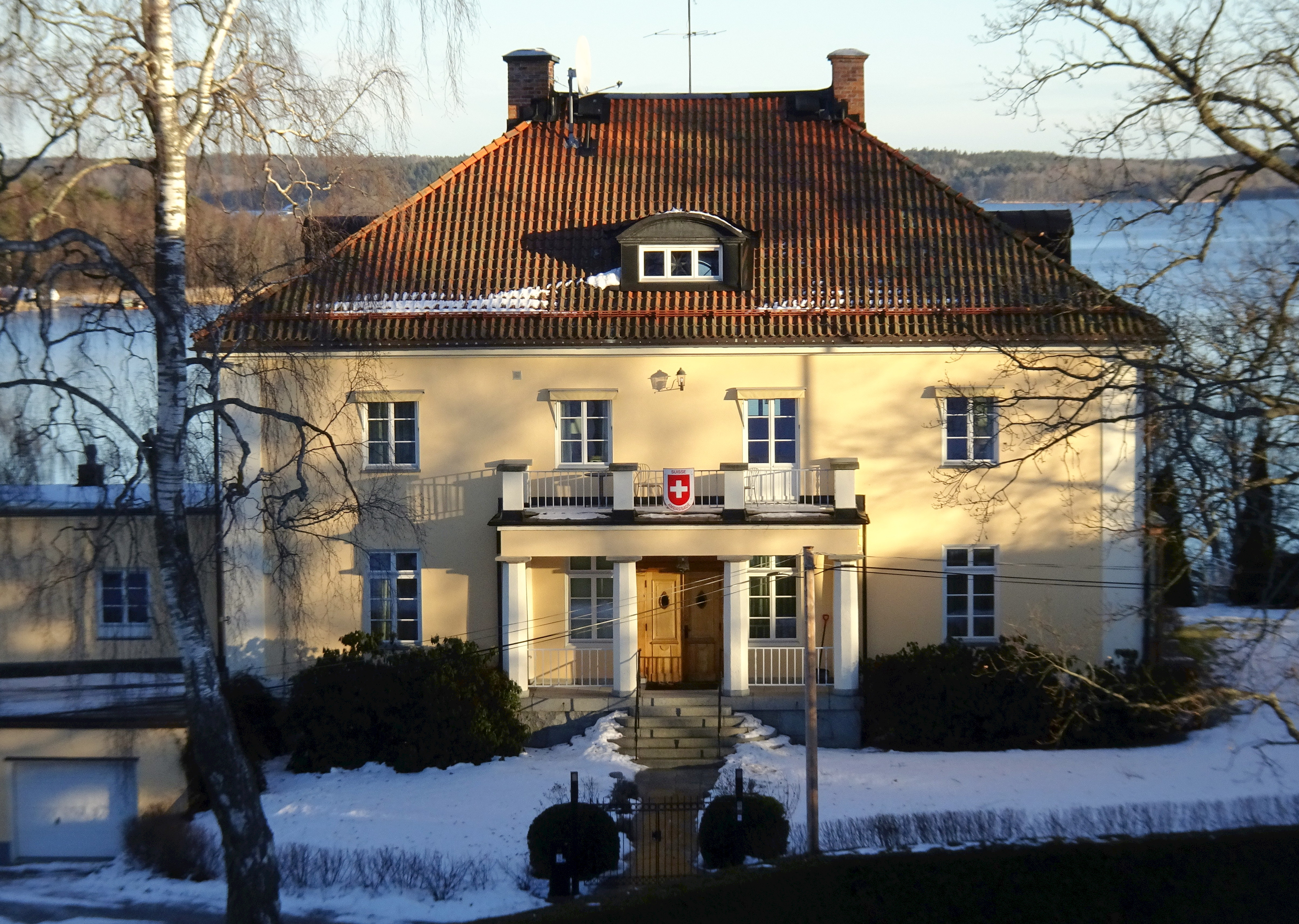
Ambassadörens residens i Djursholm.